# 路易斯·拉卡列·波乌
路易斯·阿尔韦托·亚历杭德罗·阿帕里西奥·拉卡列·波乌（西班牙語：Luis Alberto Alejandro Aparicio Lacalle Pou；1973年8月11日—）是乌拉圭的政治家、律师。在2019年烏拉圭大選中，路易斯·拉卡列·波乌击败了执政党广泛阵线候选人丹尼尔·马丁内斯，当选为乌拉圭总统。
路易斯·拉卡列·波乌的父亲是乌拉圭前总统路易斯·阿尔韦托·拉卡列。他的当选终结了乌拉圭自2005年至2019年长达15年的左翼执政，他也成为继其父亲于1995年卸任之后，时隔25年来第一位当选总统的民族党候选人。

## 背景
他出生在蒙得维的亚，是乌拉圭前总统路易斯·阿尔韦托·拉卡列和前参议员兼第一夫人胡莉亚·普的儿子。自2000他与洛伦娜·庞塞·德·莱昂结婚。他们有三个孩子：路易斯·阿尔韦托、维奥莱塔和曼努埃尔。
他的小学和中学教育是在蒙得维的亚的英国学校完成的，1998年，他在乌拉圭天主教大学获得了法律学位。

## 政治生涯
在1999年的大选中，他被选为卡內洛內斯的代表，任期2000-2005年。2004年，在他的曾祖父路易斯·阿尔韦托·德·埃雷拉创立的民族党的“赫尔再创造主义”运动的领导下，他再次当选。2009年，他第三次当选议员，任期至2015年。
从表面上看，拉卡列·波乌的职业生涯与佩德罗·博达贝里如出一辙。博达贝里也是乌拉圭前总统之子，他追随父亲进入政坛。